# Hypnodontopsis mexicana
Hypnodontopsis mexicana là một loài rêu trong họ Rhachitheciaceae. Loài này được (Thér.) H. Rob. mô tả khoa học đầu tiên năm 1964.